# Gum 19
Gum 19 (również RCW 34) – obszar H II oraz mgławica emisyjna znajdująca się w konstelacji Żagiel. Znajduje się w odległości około 22 000 lat świetlnych od Ziemi.
Mgławica Gum 19 jest stosunkowo ciemna. Jednak w trakcie obserwacji prowadzonych w podczerwieni widoczne są dwa odmienne obszary – jedna połowa mgławicy jest jasna, druga ciemna. Jasna strona to wodór oświetlony przez pobliskiego błękitnego nadolbrzyma, a ciemna to miejsce powstawania nowych gwiazd otaczających gwiazdę centralną z drugiej strony.

Obszar otaczający Gum 19

Źródłem energii pobudzającej do świecenia mgławicę Gum 19 jest ogromna, niezwykle gorąca gwiazda V391 Velorum o temperaturze powierzchni sięgającej 30 000 °C. Ponieważ jest ona gwiazdą zmienną, wywołuje gwałtowne zjawiska włącznie z odrzutami powłok materii wpływając na skład i emisję światła mgławicy Gum 19. Gwiazdy rodzaju V391 Velorum nie palą się długo, by eksplodować jako supernowe. Można się spodziewać, że eksplozja gwiazdy centralnej całkowicie zmieni mgławicę Gum 19.